# Towarzystwo Opieki nad Zwierzętami w Polsce
Towarzystwo Opieki nad Zwierzętami w Polsce (TOZ) – stowarzyszenie posiadające status organizacji pożytku publicznego, którego głównym celem jest działanie na rzecz humanitarnego obchodzenia się ze zwierzętami oraz zapewnienia im niezbędnych warunków bytowania. Towarzystwo prowadzi 18 schronisk dla bezdomnych zwierząt. Inspektorzy TOZ przeprowadzają ok. 6 tys. interwencji rocznie mających zapobiegać aktom okrucieństwa wobec zwierząt. TOZ jest stowarzyszony ze Światowym Towarzystwem Opieki nad Zwierzętami i współpracuje z Królewskim Towarzystwem dla Zapobiegania Okrucieństwu wobec Zwierząt (RSPCA) z Wielkiej Brytanii oraz jest członkiem Eurogroup for Animalas w Brukseli.
Towarzystwo jest największą ogólnopolską organizacją ochrony zwierząt i skupia obecnie 96 jednostek terenowych.

## Historia
Pierwsze Towarzystwo Opieki nad Zwierzętami powstało w Warszawie w listopadzie 1864 roku jako druga tego typu organizacja na świecie po brytyjskim Królewskim Towarzystwie Zapobiegania Okrucieństwu wobec Zwierząt (RSPCA), a na dwa lata przed Amerykańskim Towarzystwem Zapobiegania Okrucieństwu wobec Zwierząt (ASPCA). Towarzystwo działało jednocześnie na terenie zaboru rosyjskiego i austriackiego.
W 1939 liczba członków Towarzystwa sięgała 45 000. W okresie II wojny światowej działacze TOZ nieśli pomoc zwierzętom na terenie zbombardowanych miast oraz dbali o konie wykorzystywane przez wojsko. Po zakończeniu działań wojennych działacze pomagali zwierzętom, pracując do 1951, kiedy zostało rozwiązane. Po rozwiązaniu działacze pracowali w podziemiu dążąc do reaktywowania organizacji, co nastąpiło w 1957.

## Cele i zadania
Do najważniejszych celów statutowych Towarzystwa należą:
1. działanie na rzecz humanitarnego obchodzenia się ze zwierzętami oraz zapewnienia im niezbędnych warunków bytowania;
2. kształtowanie właściwego stosunku do świata zwierząt jako dobra narodowego[3].

## Działania
Towarzystwo czyni wiele starań w celu rozwiązania problemu bezdomności zwierząt i doskonalenia metod zapobiegania nadpopulacji psów i kotów.
Istotnym elementem działania stowarzyszenia jest promowanie idei ochrony zwierząt w jak najlepszy sposób, dlatego Towarzystwo przygotowało szereg kampanii: Skazani, Prośba, Samobójcy, Nie porzucaj, Daj mi głos.

### Schroniska
Towarzystwo prowadzi na podstawie umów z poszczególnymi miastami 18 schronisk dla bezdomnych zwierząt oraz 2 schroniska: w Celestynowie i Swarzędzu ze środków własnych, a także kontroluje pozostałe 65 schronisk w Polsce, które są prowadzone przez urzędy miast i osoby prywatne. We wszystkich polskich schroniskach znajduje się w przybliżeniu 11700 psów i 1850 kotów, którymi opiekuje się 520 pracowników schronisk i 80 lekarzy weterynarii.
Polskie schroniska dla bezdomnych zwierząt współprowadzone przez TOZ:
- Celestynów
- Chorzów
- Częstochowa
- Kiczarowo koło Stargardu
- Konin
- Krotoszyn
- Piotrków Trybunalski
- Słupsk
- Wrocław
- Zabrze

### Inspektorat Ochrony Zwierząt
Towarzystwo prowadzi inspektorat ochrony zwierząt. Inspektorzy interweniują w sytuacjach, gdzie dzieje się krzywda zwierzętom. W 2006 roku inspektorzy przeprowadzili ponad 5000 interwencji w przypadkach znęcania się nad zwierzętami.

### Program rejestracji zwierząt
Towarzystwo w ostatnich latach realizuje swoje cele również poprzez propagowanie programu identyfikacji i rejestracji komputerowej zwierząt. Program ten polega na zaopatrzeniu psa, kota lub innego zwierzęcia w mikroprocesor z zakodowanym stałym numerem. W komputerowej bazie danych pod tym numerem zarejestrowane są wszystkie informacje dotyczące właściciela i jego psa. Straż miejska, schronisko, lecznice weterynaryjne i inspektorzy TOZ posiadają czytniki, które w przypadku znalezienia błąkającego się psa odczytują dane z urządzenia, co umożliwia bardzo szybkie odnalezienie właściciela. Rozpoczęto już w Polsce czipowanie psów na koszt gmin. Obecnie projekt znajduje się w fazie zalążkowej.